# Lawrence Lee
Lawrence Lee (Khui Fatt) (* 3. Januar 1948 Sabah, Malaysia) ist ein Schweizer Künstler und Dichter.
Lawrence Lee kam 1972 in die Schweiz und machte in der Galerie Palette, Zürich, die Bekanntschaft mit Max Matter, auf dessen Anregung er nach Aarau zog. Seither beteiligte sich Lee regelmässig an Ausstellungen im In- und Ausland. Im Jahr 1977 wurde Lee von Joseph Beuys an die «Free International University», Documenta Kassel eingeladen. Lee erhielt 1997 das Schweizer Bürgerrecht.

## Einzelausstellungen (Auswahl)
- 1984 «Das Bambuslied», Aargauer Kunsthaus, Aarau
- 1988 «In den Berg hinein», Kunstmuseum Olten, Olten (Katalog)
- 1993 «transaccidentaled», Galerie Zimmermannhaus, Brugg
- 1995 «plotsch», Städtische Galerie im Rathaus, Aarau
- 1997 «it chooses you, so to paint», Galerie im Trudelhaus, Baden
- 1998 «Project 31.12.2000», Musée jurassien des arts, Moutier / Galerie im Zimmermannhaus, Brugg
- 2009 «wehen», Kunstmuseum Olten, Olten (Publikation)

## Bibliographie
- Lawrence Lee: Offenes Entgegen. Skizzen, Zeichnungen und Dichtungen. Aarau 1982 (mit Texten von Klaus Merz und Werner Geissberger).
- Konrad Wittmer: Lawrence Lee. Das Bambuslied. Broschüre zur gleichnamigen Ausstellung im Aargauer Kunsthaus Aarau, 1984.
- Lawrence Lee: In den Berg hinein. Publikation zur gleichnamigen Ausstellung im Kunstmuseum Olten, 1988; (mit Texten von Konrad Wittmer, Serge Stauffer, Peter Killer).
- Klaus Merz: Lawrence Lee. Von hier nach dort. in: Tages-Anzeiger-Magazin, Nr. 10, 12. März 1988.
- Lawrence Lee: Süsses Schwarz. Gedichte. Ed. Schnöder Mammon, Aarau 1988.
- «Project 31.12.2000», Musée jurassien des arts, Moutier / Galerie im Zimmermannhaus, Brugg. Mit Texten von Stephan Kunz, Max Matter und Patricia Nussbaum. 1998
- Lawrence Lee Khui Fatt. Publikation mit Gedichten und Zeichnungen anlässlich der Ausstellung im Kunstmuseum Olten. Kunstmuseum Olten, 2009. ISBN 978-3-906651-37-8
- Lawrence Lee Khui Fatt: Baubos Ohrwurm. Gedichte. ed[ition]. cetera, Leipzig 2013. ISBN 978-3-944478-04-3